# Гидроксиламин
Гидроксилами́н (амино́л, гидроксиами́н, NH2OH) — неорганическое соединение, бесцветные кристаллы, легко растворимые в воде с образованием гидрата NH2ОН·Н2О.

## Свойства
- В водном растворе диссоциирует по основному типу, являясь слабым основанием:

{\displaystyle {\mathsf {NH_{2}OH+H_{2}O\rightarrow [NH_{3}OH]^{+}+OH^{-}}}} pKb = 7,7

Может также диссоциировать и по кислотному типу с рКа = 14,02:
{\displaystyle {\mathsf {NH_{2}OH+H_{2}O\rightarrow NH_{2}O^{-}+H_{3}O^{+}}}}
В кислом водном растворе гидроксиламин устойчив, однако ионы переходных металлов катализируют его распад.

Подобно NH3, гидроксиламин реагирует с кислотами, образуя соли гидроксиламиния, например:
{\displaystyle {\mathsf {NH_{2}OH+HCl\rightarrow [NH_{3}OH]Cl}}}
- На воздухе соединение является нестабильным:

{\displaystyle {\mathsf {3NH_{2}OH\rightarrow N_{2}+NH_{3}+3H_{2}O}}}
но при давлении в 3 кПа (2,25 мм рт.ст.) плавится при 32 °С и кипит при 57 °С без разложения.
- Легко окисляется кислородом воздуха:

{\displaystyle {\mathsf {4NH_{2}OH+O_{2}\rightarrow 6H_{2}O+2N_{2}}}}
- Гидроксиламин проявляет свойства восстановителя, при действии на него окислителей выделяются N2 или N2O:

{\displaystyle {\mathsf {2NH_{2}OH+I_{2}+2KOH\rightarrow N_{2}+2KI+4H_{2}O}}}
{\displaystyle {\mathsf {4NH_{2}OH+2HNO_{3}(20\%)\rightarrow 3N_{2}O+7H_{2}O}}}
- В некоторых реакциях NH2OH проявляются окислительные свойства, при этом он восстанавливается до NH3 или NH4+, например:

{\displaystyle {\mathsf {NH_{2}OH+H_{2}S\rightarrow NH_{3}+S+H_{2}O}}}
- Гидроксиламин, взаимодействуя с альдегидами и кетонами, образует оксимы:R—CH=NOH и R2—C=NOH.

- Окисляется до оксида азота(I) в реакции раствора гидрохлорида гидроксиламина с раствором нитрита натрия:

{\displaystyle {\mathsf {NH_{2}OH*HCl+NaNO_{2}\rightarrow N_{2}O\uparrow +NaCl+2H_{2}O.}}}
Эта реакция используется для безопасного получения оксида азота(I) в лаборатории

## Получение
В лаборатории получают разложением в вакууме солей гидроксиламина: (NH3OH)3PO4 или [Mg(NH2OH)6](ClO4)2.
Спиртовой раствор гидроксиламина можно получить действием этанола на NH3OHCl.
В промышленности соли гидроксиламина получают восстановлением NO водородом в присутствии платинового катализатора или гидрированием азотной кислоты, а также действием на азотную кислоту атомарным водородом:
{\displaystyle {\mathsf {HNO_{3}+6[H]\rightarrow NH_{2}OH+2H_{2}O}}}
Сернокислый гидроксиламин можно получить через несколько реакций:
{\displaystyle {\mathsf {NaNO_{2}+2NaHSO_{3}\rightarrow NaON(SO_{3}Na)_{2}+H_{2}O}}}
{\displaystyle {\mathsf {2NaON(SO_{3}Na)_{2}+H_{2}SO_{4}\rightarrow 2HON(SO_{3}Na)_{2}+Na_{2}SO_{4}}}}
{\displaystyle {\mathsf {2HON(SO_{3}Na)_{2}+4H_{2}O\rightarrow [NH_{2}OH]_{2}H_{2}SO_{4}+Na_{2}SO_{4}+2NaHSO_{4}}}}

## Требования безопасности
Гидроксиламин — токсичное вещество. В соответствии с ГОСТ 12.1.007-76 гидроксиламин является токсичным малоопасным веществом по воздействию на организм, 4-го класса опасности. 
Рекомендуемая ПДК в воздухе рабочей зоны составляет 20 мг/м³ (для вещества, близкого по физиологическому действию — аммиака). 
В больших концентрациях гидроксиламин раздражает слизистые оболочки; вредно воздействует на нервную систему. При превышении ПДК превращает гемоглобин крови в метгемоглобин. 
ЛД50 для крыс — 200—1400 мг/кг (при пероральном введении).

## Применение
Важнейшей солью гидроксиламина является солянокислый (NH2OH·HCl), также используют гидроксиламин сернокислый ((NH2OH)2·H2SO4).
Гидроксиламин и его соли применяются:
- в органическом синтезе;
- как восстановитель в неорганическом анализе;
- для количественного определения формальдегида, фурфурола, камфоры, глюкозы;
- в фотографии;
- в медицине.

### Использование в фотографии
Соли гидроксиламина используются в фотографии как сохраняющее средство в цветных проявителях. При черно-белой обработке в качестве основного сохраняющего вещества используют сульфит натрия. Однако, при цветофотографической обработке, сульфит натрия связывает окисленную форму цветного  проявляющего вещества и тем самым снижает выход красителя, поэтому его количество не должно превышать 4 г/литр, чего недостаточно для предотвращения быстрого разложения проявляющего раствора. Для решения проблемы, в состав раствора может быть введен гидроксиламин в количестве до 3 г/литр. Взаимодействуя с сульфитом, он образует соединение, которое эффективно сохраняет цветное проявляющее вещество.
Поскольку сам гидроксиламин также является проявляющим веществом и в указанной концентрации (3 г/л) при проявлении восстанавливает до 15 % металлического серебра (что снижает эффективный выход красителя, ухудшая качество изображения), то такая концентрация является предельно допустимым максимумом. Если проявляющий раствор не требуется хранить, а планируется использовать сразу, то гидроксиламин желательно исключить из состава проявителя.
При приготовлении сухих наборов проявителей не следует смешивать соли гидроксиламина с остальными компонентами, в особенности с сульфитом натрия, так как это может инициировать взрывную реакцию.